# Refractohilum achromaticum
Refractohilum achromaticum är en lavart som först beskrevs av B. Sutton, och fick sitt nu gällande namn av David Leslie Hawksworth 1977. Refractohilum achromaticum ingår i släktet Refractohilum, divisionen sporsäcksvampar och riket svampar.   Inga underarter finns listade i Catalogue of Life.